# 徐圩乡
徐圩乡，是中华人民共和国安徽省蚌埠市怀远县下辖的一个乡镇级行政单位。

## 行政区划
徐圩乡下辖以下地区：
徐圩村、韩湖村、褚湖村、陆湖村、永红村、白湖村、殷尚村、钞湖村、宗庙村、高庙村、新集村、湾西村、黄园村和梨园村。